# Jaish ul-Adl
Jaish ul-Adl, o Jaish al-Adl (جيش العدل en árabe; en baluche Ejército de la Justicia), es un grupo armado islamista salafista que opera principalmente en el sureste de Irán, donde hay una gran concentración de suníes baluchis además de una frontera porosa con Pakistán. El grupo es responsable de varios ataques contra civiles y fuerzas de seguridad iraníes.Afirman ser un grupo separatista que lucha por la independencia de la provincia Sistán y Baluchistán y mayores derechos para el pueblo baluch.  Irán cree que el grupo está vinculado a Al-Qaeda. El grupo también mantiene vínculos con Ansar Al-Furqan, que es otro grupo armado iraní baluchi sunita que opera en Irán. Salahuddin Farooqui es el actual líder de Jaish ul-Adl. Su hermano, Amir Naroui, fue asesinado por los talibanes en Afganistán . 
El grupo fue fundado en 2012, por miembros de Jundallah, un grupo extremista sunita que se había debilitado tras la captura y ejecución de su líder, Abdolmalek Rigi en 2010. Su primer gran ataque ocurrió en octubre de 2013.Japón,Nueva Zelanda, y Estados Unidos. 
Los medios estatales iraníes han alegado que Arabia Saudita y Estados Unidos son patrocinadores clave del grupo.

## Ataques

### Primeros ataques
El 25 de agosto de 2012, 10 miembros de la Cuerpos de la Guardia Revolucionaria Islámica fueron asesinados en un ataque sorpresa.
No fue hasta el 25 de octubre de 2013, el grupo se atribuyó la responsabilidad del asesinato de 14 guardias fronterizos iraníes en la ciudad de Saravan. El grupo afirmó que el ataque fue una represalia contra 16 prisioneros baluchis iraníes que estaban condenados a muerte. Los prisioneros fueron condenados por tráfico de drogas y extremismo.  Como resultado del ataque, funcionarios iraníes ahorcaron a 16 prisioneros el 26 de octubre de 2013.
Semanas después, el 6 de noviembre dos atacantes abrieron fuego contra el vehículo de Musa Nuri en la ciudad de Zabol, provincia de Sistán y Baluchistán. En el ataque murieron al menos dos personas, entre ellas Nuri, el fiscal de la ciudad de Zabol, y su conductor. Jaish Al-Adl se atribuyó la responsabilidad del ataque, igualmente por el ahorcamiento los prisioneros días antes. Nueve días después, milicianos atacaron una patrulla de la guardia fronteriza, matando a catorce guardias e hiriendo a seis más.

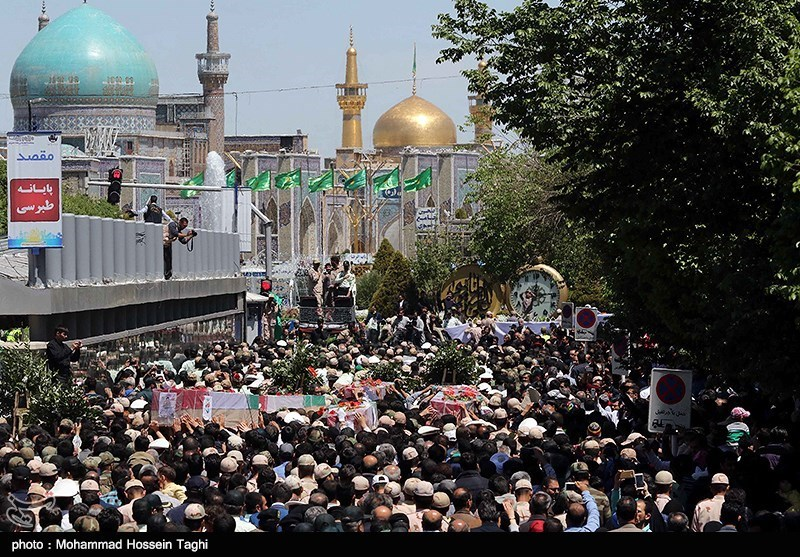
Funeral de los mártires de Mirjaveh en Mashhad, quienes fueron asesinados durante el incidente terrorista de Mirjaveh a manos de Jaish ul-Adl.

El 2 de diciembre del mismo año, milicianos atacaron un puesto de avanzada en Saravan, matando a un guardia e hiriendo a cuatro. Dos semanas después, una mina al borde de una carretera detonó contra miembros del Cuerpo de la Guardia Revolucionaria Iraní (CGRI) en la ciudad de Saravan, provincia de Sistán y Baluchistán, matando tres soldados. Jaish al-Adl clamó responsabilidad del ataque aún en represalia al ahorcamiento de los 16 milicianos.

### Intensificación de ataques
El 2 de febrero de 2014, un terrorista secuestró a cinco guardias fronterizos iraníes en Sistán y Baluchistán y los trasladó a Pakistán. Uno de los rehenes fue asesinado en marzo de 2014, mientras que los otros cuatro fueron liberados el 4 de abril de 2014. Jaish Al-Adl se atribuyó la responsabilidad de los secuestros.
El 9 de octubre, la agencia estatal de noticias de Irán informó que Jaish ul-Adl mató a cuatro miembros de las fuerzas de seguridad iraníes y dejando tres más heridos. Según la agencia de noticias, los militantes habían llamado a la línea de emergencia de la policía y una vez que los miembros de las fuerzas de seguridad llegaron a la zona, fueron atacados por militantes que pertenecen a Jaish ul-Adl. Anteriormente, un soldado iraní murió y dos milicianos progubernamentales resultaron heridos en un ataque atribuido a Jaish ul-Adl.
El 6 de abril de 2015, 8 guardias fronterizos iraníes fueron asesinados en un ataque transfronterizo desde Pakistán. Cuatro días después, terroristas de Jaish al-Adl atacaron una patrulla de los Cuerpos de la Guardia Revolucionaria Islámica (IRGC), matando a dos oficiales en el ataque. El 4 de noviembre del mismo año, un dispositivo explosivo detona cerca de un vehículo policial en el área de Qasre Qand, hiriendo a cuatro oficiales.
No fue hasta el 6 de enero de 2017, cuando terrorista abrieron fuego contra una patrulla de la IRGC en Jakigour, Sistán y Baluchistan, matando un soldado e hiriendo tres más.
El 26 de abril del mismo año, el grupo se atribuyó la responsabilidad de una emboscada en la que murieron al menos nueve guardias fronterizos iraníes e hirió a otros dos. Los guardias fronterizos iraníes estaban patrullando la Frontera entre Irán y Pakistán cuando fueron atacados.
El 11 de marzo de 2018 cuatro atacantes de Jaish al-Adl (incluyendo dos atacantes suicidas), matando a todos los atacantes e hiriendo dos soldados iraníes. En abril del mismo año, un dispositivo explosivo cerca de un puesto policial en Mirjaveh, matando tres oficiales iraníes y tres terroristas. El 26 de junio, terroristas volvieron a atacar un puesto del IRGC en Mirjaveh, muriendo tres terroristas y cuatro soldados en el atentado.  El 16 de octubre, Jaish ul-Adl vuelven a atacar en Mirjaveh envenenaron y secuestraron a 12 miembros del personal de seguridad, y llevados a Pakistán. 5 rehenes fueron liberados el 15 de noviembre de 2018 y cuatro rehenes más fueron liberados el 22 de marzo de 2019. Jaish al-Adl se atribuyó la responsabilidad de los secuestros.
No fue hasta diciembre, el grupo asumió la responsabilidad de un atentado suicida con bomba en la ciudad portuaria de Chabahar, que mató a dos agentes de policía e hirió a otras cuarenta y dos personas.
El 29 de enero de 2019, el grupo asumió la responsabilidad de un doble atentado con bomba en Zahedan que hirió a tres agentes de policía. Al mes siguiente (2 de febrero), Jaish Al-Adl se atribuyó la responsabilidad del ataque a la base paramilitar de Basij en el sureste de Irán, según la Agencia de Noticias Tasnim. El ataque dejó un paramilitar muerto e herido a otros cinco.
El 13 de febrero de 2019, un ataque suicida con bomba en Irán dirigido a un autobús que transportaba personal del IRGC mató a 27 soldados e hirio a más de 13.
El 30 de junio, un artefacto explosivo detonó contra un convoy del Cuerpo de la Guardia Revolucionaria Islámica (CGRI) en Kurin, Zahedán, Irán, hiriendo a un soldado. Jaish al-Adl se atribuyó el ataque más tarde.
El 8 de julio de 2023, el grupo se atribuyó la responsabilidad del ataque a una comisaría de policía en Zahedan en el que murieron dos agentes de policía. Los cuatro perpetradores armados murieron en el lugar.